# Balasore
Balasore (també Baleswar o Baleshwar) és una ciutat d'Orissa a l'Índia, capital del districte de Balasore a la riba dreta del riu Burdbalang. Està situada a 21° 30′ N, 86° 56′ E / 21.500°N,86.933°E i amb la seva rodalia abraça una superfície de 3.076 km². La població (cens del 2001) és de 106.032 habitants que eren 20.265 el 1881 i 20.880 el 1901. És seu de la Universitat Fakir Mohan.

## Història
El 1636 Gabriel Broughton, cirurgià del vaixell Hopewell, va curar la filla de l'emperador mogol, el vestit de la qual s'havia cremat i li havia causat cremades al cos; el 1640 va curar algunes dames de la cort del virrei de Bengala; com a recompensa va demanar poder establir una factoria a Bengala; el 1642 per un firman imperial es va concedir a la Companyia Britànica de les Índies Orientals una factoria a Hooghly-Chinsurah i un establiment marítim a Balasore (a la qual es va transferir la de Pippli fundada vers 1634). Balasore fou fortificada. Durant les lluites entre mogols i afganesos i després entre mogols i marathes, Balasore, ben protegida, es va lliurar d'atacs i va esdevenir el lloc més segur del territori on prosperava la indústria i el comerç; en canvi a Hugli els comerciants anglesos estaven subjectes a les exaccions dels governadors mogols; el 1685 els britànics van haver de lluitar obertament a Hugli i el 1688 el capità Heath del vaixell Resolution, comandant de les forces de la Companyia, que havia negociat sense èxit una factoria fortificada al lloc de Calcuta, va decidir evacuar Hugli cap a Balasore. En aquest temps també holandesos, francesos i danesos van tenir petites factories comercials a Balasore.
Vers el 1700 la boca del riu Burdbalang va començar a quedar bloquejada per l'al·luvió i en anys següents moltes terres es van afegir en direcció a la mar per aquest al·luvió deixant Balasore com una ciutat una mica a l'interior. Això va fer molt de mal al port, que finalment el 1763 va perdre la seva característica comercial per decisió de les autoritats britàniques, i progressivament el comerç es va traslladar a Calcuta.
El 1763 va esdevenir possessió danesa i administrada des de Tranquebar (Trankebar) però degut al bloqueig de la navegació per les condicions naturals, la factoria fou abandonada i quedà només un petit establiment fins al 7 de novembre de 1845 quan tota l'Índia Danesa fou venuda als britànics.
Es va constituir en municipalitat el 1877.

## Llocs interessants
- Temple de Khirochora Gopinath a Remuna, a uns 7 km
- Chandipur-on-sea, famoòs resort en una llarga platja
- Panchalingeswara a 30 km, un lloc de muntanya
- Santaragadia, vila on hi ha el temple de Biseswar
- Port de Dhamra

## Personatges
- Fakir Mohan Senapati novel·lista creador de l'escriptura oriya
- Kabibar Radhanath Ray, poeta i lluitador independentista indi.